# 専想寺
専想寺（せんそうじ）は、大分県大分市森町（豊後国大分郡高田郷臼杵領森町組森町村（森町）、別保村森町、鶴崎町、鶴崎市の一部）にある浄土真宗本願寺派の寺院。山号は龍華山。本尊は阿弥陀如来。

## 概要
伝教大師（最澄）が創建した後、衰微し、周防国山口出身で大内教弘の子とされる僧天然浄祐によって再興されたとも、天然によって開かれたとも伝えられる。いずれにしろ、天然は1476年（文明8年）にこの寺に移り、はじめ浄土宗を伝えた。しかし、その後上京すると、蓮如の弟子となって浄土真宗に改宗。1484年（文明16年）に九州での伝道を命ぜられ、豊後に戻って専想寺を拠点に九州・中国地方への布教を行った。これは九州における浄土真宗の起源とされ、専想寺は九州最古の真宗寺院とされる。
1975年（昭和50年）2月19日に火災で本堂を焼失し、現在の本堂は1981年（昭和56年）3月に再建されたものである。
境内にある槙の木は樹齢約150年、高さ約5m、幹の周囲約1.8mの古木で、1974年（昭和49年）2月1日に「専想寺の槙の木」として大分市の名木に指定されている。